# 박석원 (기업인)
박석원(1959년 ~ )은 LG전자 부사장과 테크로스 대표를 지낸 대한민국의 기업인이다. 

## 학력
- 서울고등학교 졸업
- 서울대학교 경제학과 졸업
- 캐나다 맥길대학교 대학원 경영학 석사

## 경력
- LG전자 전략기획팀장
- LG전자 국내마케팅부문장
- LG전자 북미지역본부장
- LG전자 미국법인장
- LG전자 글로벌 세일·마케팅 담당
- LG전자 해외영업본부장
- LG전자 부사장
- 테크로스 대표이사 사장

## 참고 자료
- 박석원 조선비즈 인물검색